# Rajd Antibes 1997
Rajd Antibes 1997 (32. Rallye d'Antibes - Rallye d'Azur) – 32. edycja rajdu samochodowego Rajd Antibes rozgrywanego we Francji. Rozgrywany był od 24 do 26 października 1997 roku. Była to czterdziesta ósma runda Rajdowych Mistrzostw Europy w roku 1997 (rajd miał najwyższy współczynnik - 20) i zarazem ósma runda Rajdowych Mistrzostw Francji w roku 1997. Składał się z 20 odcinków specjalnych.

## Klasyfikacja rajdu
| Miejsce                         | Kierowca                     | Pilot                        | Samochód                     | Czas                         | Strata                       |                              |
| Klasyfikacja generalna i ERC    | Klasyfikacja generalna i ERC | Klasyfikacja generalna i ERC | Klasyfikacja generalna i ERC | Klasyfikacja generalna i ERC | Klasyfikacja generalna i ERC | Klasyfikacja generalna i ERC |
| ------------------------------- | ---------------------------- | ---------------------------- | ---------------------------- | ---------------------------- | ---------------------------- | ---------------------------- |
| 1.                              | Sylvain Polo                 | Gilles Thimonier             | Renault Mégane Maxi          | 3:41:27                      | 0.0                          |                              |
| 2.                              | Patrick Magaud               | Michel Périn                 | Citroën Saxo Kit Car         | 3:43:08                      | +1:41                        |                              |
| 3.                              | Pierre-César Baroni          | Jean-Marc Andrié             | Ford Escort Maxi Kit Car     | 3:46:44                      | +5:17                        |                              |
| 4.                              | Franck Phillips              | Laurent Gallibert            | Ford Escort RS Cosworth      | 3:47:25                      | +5:58                        |                              |
| 5.                              | Jean-Baptiste Serpaggi       | Frédéric Dart                | Peugeot 106 Maxi             | 3:52:23                      | +10:56                       |                              |
| 6.                              | Luciano Guizzardi            | Arnaldo Bernacchini          | Mitsubishi Lancer Evo III    | 3:59:56                      | +18:29                       |                              |
| 7.                              | Pascal Emanuelli             | Joëlle Michalon-Palacio      | Renault Clio Williams        | 4:00:51                      | +19:24                       |                              |
| 8.                              | Eddie Mercier                | Jean-Michel Veret            | Mitsubishi Lancer Evo III    | 4:00:53                      | +19:26                       |                              |
| 9.                              | Richard Bartolini            | Jean-Sébastien Garcia        | Renault Clio Williams        | 4:03:21                      | +21:54                       |                              |
| 10.                             | Philippe Catudal             | Guy Cavarero                 | Renault Clio Williams        | 4:07:10                      | +25:43                       |                              |
| Klasyfikacja mistrzostw Francji |                              |                              |                              |                              |                              |                              |
| 1.                              | Sylvain Polo                 | Gilles Thimonier             | Renault Mégane Maxi          | 3:41:27                      | 0.0                          |                              |
| 2.                              | Patrick Magaud               | Michel Périn                 | Citroën Saxo Kit Car         | 3:43:08                      | +1:41                        |                              |
| 3.                              | Pierre-César Baroni          | Jean-Marc Andrié             | Ford Escort Maxi Kit Car     | 3:46:44                      | +5:17                        |                              |
| 4.                              | Jean-Baptiste Serpaggi       | Frédéric Dart                | Peugeot 106 Maxi             | 3:52:23                      | +10:56                       |                              |
| 5.                              | Eddie Mercier                | Jean-Michel Veret            | Mitsubishi Lancer Evo III    | 4:00:53                      | +19:26                       |                              |
| 6.                              | Richard Bartolini            | Jean-Sébastien Garcia        | Renault Clio Williams        | 4:03:21                      | +21:54                       |                              |
| 7.                              | Philippe Catudal             | Guy Cavarero                 | Renault Clio Williams        | 4:07:10                      | +25:43                       |                              |